# Kulturåret 1772

## Händelser
- 26 december – Wolfgang Amadeus Mozarts opera Lucio Silla har urpremiär på Regio Ducal Teatro i Milano.
- Okänt datum - Den första svenska teaterföreställningen, uppförd av Stenborgs Sällskap, på Stora Bollhuset sedan 1754; Gustav III planerar öppna en svensk nationalteater.
- Brefwäxling emellan twänne fruntimmer

## Nya verk
- Gustafs skål av Carl Michael Bellman

## Födda
- 9 februari – Frans Michael Franzén (död 1847), svensk biskop, skald och ledamot av Svenska Akademien.
- 10 mars – Friedrich Schlegel (död 1829), tysk författare.
- 25 april – Louis Deland (död 1823), svensk skådespelare.
- 2 maj – Novalis (död 1801), tysk poet och novellist.
- 11 maj – Adélaïde Victoire Hall (död 1844), fransk-svensk målare.
- 14 december – Wendela Gustafva Sparre (död 1855), svensk konstnär
- okänt datum – Euphrosyne Löf  (död 1828), svensk skådespelare

## Avlidna
- 20 oktober – Anders Carl Rutström (född 1721), svensk präst och psalmdiktare.
- okänt datum – Panna Cinka (född 1711), romsk violinist.